# Гъртруд Елион
Гъртруд Бел Елион (на английски: Gertrude Belle Elion, 23 януари 1918 – 21 февруари 1999) е американска биохимичка и фармаколожка, която през 1988 разделя с Джордж Хичингс и сър Джеймс Блек Нобеловата награда за физиология или медицина.
Работейки самостоятелно или съвместно с Хичингс и Блек, Елион разработва множество нови лекарствени средства, използвайки новаторски научни методи, които по-късно ще доведат до разработката на лекарството против СПИН, AZT. Елион разработва първото лекарство за имуносупресия, азатиоприн, което се приема в случаи на органна трансплантация.